# Tipasa
Tipasa (arapski: تيبازة, Tefassed; čenua: ; francuski: Tefessedt) je naselje na obali Sredozemnog mora u sjeverozapadnom Alžiru; glavni grad istoimene pokrajine. Ono je najpoznatije po ostacima rimsko-berberskog grada čije su ruševine upisane na UNESCO-ov popis mjesta svjetske baštine u Africi 1982. godine. Moderni grad je osnovan 1857. godine i danas ima 8.049 stanovnika (2007.), te je poznato ljetovalište s pješćanim plažama koje gledaju na rimske ruševine.

## Povijest
Tipasu su osnovali Feničani, a rimski car Klaudije ju je učinio vojnom kolonijom koja je kasnije postala općinom (municipium). 
Tijekom 4. stoljeća postao je središte kršćanstva izgradnjom monumentalne bazilike s krstionicom na jugu grada, koje su danas velika turistička atrakcija.
Grad je imao značajnu luku i u 3. stoljeću je postao biskupijom, ali su stanovnici većinom još uvijek bili pogani. Prema legendi, u 4. stoljeću je djevojka imenom Salsa bacila njihovo zmijoliko božanstvo u more, na što su je razjareni građani kamenovali na smrt. Njezino tijelo je more čudesno izbacilo na obalu i ono je sahranjeno u malenu kapelu koja je kasnije postala bazilikom.
God. 484., vandalski kralj Hunerik (477. – 484.) je u Tipasi postavio arijanskog biskupa koji je tlačio stanovništvo koje nije prebjeglo na Iberijski poluotok.
Tipasa se donekle obnovila za vrijeme Bizantskog Carstva u 6. stoljeću, a Arapi su joj u 7. stoljeću dali arapsko ime Tefassed, što znači "jako oštećen".

## Znamenitosti
Rimski grad je izgrađen na tri malena brda koja gledaju na morski zaljev. Od većine kuća kloje se nalaze na središnjem platou nisu ostali tragovi, ali su sačuvani ostaci triju crkava: Velika bazilika i Aleksandrova bazilika na zapadnom brdu i Bazilika sv. Salse na istočnom brdu. Oko bazilika se nalaze groblja u kojima su pronađeni drveni sanduci, kameni sarkofazi ispunjeni mozaicima. Tu su i terme, kazalište, amfiteatar i nimfeum. Još se mogu razaznati linije zidina i ostaci drevne luke.
Velika bazilika je stoljećima služila kao izvor kamena, ali je još moguće razaznati njezin plan sa sedam brodova, a ispod njezinih temelja su otkrivene grobnice isklesane u živoj stijeni. Jedna od njih ima promjer od 18 m i mjesto za 24 sanduka.
U blizini Tipase, na putu prema Alžiru, nalazi se tzv. Mauzolej Mauritanaca, tj. grobnica numidijskog kralja Jube II. i njegove žene Kleopatre Selene II., kćerke Kleopatre i Marka Antonija, iz 3. pr. Kr. koji je kopija Augustovog mauzoleja iz Rima.
- Mauzolej Mauritanaca
- Tipasa iz luke
- Ostaci Bazilike sv. Salse
- Ostaci Velike bazilike
- Kružno groblje
- Ostaci kazališta

## Vanjske poveznice
- Tipasa muzej  Arhivirana inačica izvorne stranice od 17. listopada 2006. (Wayback Machine) (engl.)